# Zecchino d'Oro 1969
L'undicesimo Zecchino d'Oro si è svolto a Bologna dal 17 al 19 marzo 1969.
È stato presentato da Mago Zurlì, interpretato da Cino Tortorella.
È stata la prima edizione dello Zecchino andata in onda in Eurovisione, seguita da circa 150 milioni di spettatori.
Paolo Lanzini è stato ospite nella trasmissione televisiva I migliori anni condotta da Carlo Conti.
Solo in questa edizione, tra i bambini del coretto che si trovavano in studio di registrazione musicale, c'era anche la cantante Roberta Voltolini, poi scomparsa il 28 settembre 1996.

## Brani in gara
- Ciao Napoleone (Testo: Luciano Beretta/Musica: Claudio Cavallaro) - Gianluca de Micheli (4 anni)
- Cin-ciu-e (Testo: Laura Zanin/Musica: Giordano Bruno Martelli, Pinchi) - Patrizia Alpago (4 anni)
- Il pesciolino stanco (Testo: Maurizio De Maurizi/Musica: Maurizio De Maurizi) - Natalino di Mezzo (6 anni)
- La luna è matta (Testo: Alberto Testa/Musica: Roberto Livraghi) - Daniela Scaglioni (5 anni)
- La nuvola bianca e la nuvola nera (Testo: Gianrico Gregoretti, Franco Maresca/Musica: Mario Pagano) - Patrizia Zema (5 anni)
- Le guardie hanno i baffi (Testo: Franco Maresca/Musica: Mario Pagano) - Raffaele Lomonaco (5 anni)
- L'omino della luna (Testo: Roberto Marcora/Musica: Corrado Comolli) - Alberto Sanna (6 anni)
- Nicchi sgnacchi mucchi mucchi (Testo: Anna Venturini/Musica: Anna Venturini) - Roberta delle Femine (5 anni e ½)
- Re Trombone (Testo: Franco Maresca/Musica: Fausto Cigliano, Mario Pagano) - Andrea Telandro (4 anni)
- Sarà vero?... (Testo: Mauro Ciuffo/Musica: Antonio Bafurmo) - Angela Ferrante (6 anni) e Alessandro Persico (4 anni)
- Tippy il coniglietto hippy (Testo: Sauro Stelletti/Musica: Giordano Bruno Martelli) - Paolo Lanzini (6 anni)
- Volevo un gatto nero - (Testo: Franco Maresca/Musica: Armando Soricillo, Framario) - Vincenza Pastorelli (4 anni)